# Helle Helle
Helle Helle, nata Olsen e in seguito nota anche come Helle Krogh Hansen (Nakskov, 14 dicembre 1965), è una scrittrice danese.

## Biografia
Studia arte e letteratura alla Københavns Universitet e in seguito scrittura nella selettiva Forfatterskolen di Copenaghen.
Molto popolare in patria per il suo stile minimalista, è fra le più importanti scrittrici della sua generazione vincendo il prestigioso Beatrice Preis nel 2003 e il De Gyldne Laurbær nel 2011 con Dette burde skrives i nutid (Come fosse al presente), testo che ha avuto anche una trasposizione teatrale.
I suoi libri sono tradotti in diverse lingue.